# Haapsalu (stacja kolejowa)
Haapsalu – nieczynna stacja kolejowa w Haapsalu, w prowincji Lääne, w Estonii. Znajduje się na linii Keila-Haapsalu, która w latach 1905-2004 była otwarta dla ruchu. Obecnie w budynku dworca znajduje się Estońskie Muzeum Kolejowe.